# Robert Major Panerio sr.
Robert Major Panerio sr. (Roslyn (Washington), 28 juni 1929 – 2019) was een Amerikaans componist, muziekpedagoog, dirigent en trompettist.

## Levensloop
Panerio studeerde vanaf 1949 muziektheorie, compositie en trompet aan de Central Washington Universiteit in Ellensburg en behaalde aldaar in 1953 zijn Bachelor of Arts en zijn Master of Arts. Zijn studies voltooide hij aan de befaamde Eastman School of Music in Rochester (New York) en promoveerde tot Ph.D. (Philosophiæ Doctor). Zijn docenten voor compositie en orkestratie waren onder anderen Paul Creston, Eric Leidzen, John Alden, Rayburn Wright en Fred Karlin.
Hij werkte als trompettist in verschillende symfonie-, show- en jazzorkesten. Van 1953 tot 1962 was Panerio docent voor instrumentale muziek aan openbare scholen in Moses Lake. Vervolgens werd hij decaan van de faculteit voor kunst en geesteswetenschappen aan het Big Bend Community College in Moses Lake en bleef in deze functie tot 1963. Vanaf 1963 tot aan zijn pensionering in 1991 was hij professor in muziek aan de Central Washington Universiteit in Ellensburg en eveneens gast-docent aan het Eastern Oregon State College.
Panerio is een veelgevraagd jurylid bij concertwedstrijden aan de Amerikaanse Pacifische kust en in Canada. Als componist schrijft hij werken voor harmonieorkest, orkest en kamermuziek. Hij won verschillende prijzen zoals de "Awards of Merit" van de National Federation of Music Clubs en de Ostwaldprijs in 1975 met zijn werk Jubiloso. Panerio is lid van de American Society of Composers, Authors and Publishers en van de National Association of College Wind and Percussion Instructors.
Robert Major Panerio sr. overleed in maart/april 2019.

## Composities

### Werken voor harmonieorkest
- 1975 Jubiloso
- 1977 Preludio e Danza, op. 28
- 1983 Bellicoso
- Marauders March

### Kamermuziek
- Antiphonal Fanfare, voor koperensemble